# إبراهيم بن أبي حفصة
إبراهيم بن أبي حفصة العجلي هو كوفي من رواة الأحاديث عند الشيعة والسنة على السواء، وقد كان من أصحاب علي بن الحسين السجاد، وقد قال ابن حجر في لسان الميزان ما نصّه: ”ذكره الطوسي في رجال الشيعة الرواة عن أبي جعفر الباقر وقال كان من العباد الثقات“، فيما علّق محسن الأمين على هذه العبارة بقوله: ”وقوله (كان.. إلخ) لا يوجد في المنقول عن رجال الشيخ كما مر“.
ذكره كذلك ابن حبان في الثقات بقوله: ”إبراهيم بن أبي حفصة بياع السابري أخو سالم بن أبي حفصة من أهل الكوفة يروى عن سعيد بن جبير وعلي بن الحسين روى عنه سفيان الثوري إبراهيم بن عبد الله بن زيد بن ثابت الأنصاري“.

### كتب
- لسان الميزان. ابن حجر العسقلاني، طبع بيروت - لبنان، 1390 هـ / 1971 م، منشورات مؤسسة الأعلمي للمطبوعات.
- أعيان الشيعة. محسن الأمين، طبع بيروت - لبنان، تاريخ الطبع مفقود، منشورات دار التعارف.

### إشارات مرجعية
1. ↑  
الطوسي، محمد بن الحسن. رجال الطوسي. ص. 109. مؤرشف من الأصل في 2019-12-09.
2. ↑  
العسقلاني، ابن حجر. لسان الميزان - ج1. ص. 49. مؤرشف من الأصل في 2019-12-09.
3. ↑  الأمين، محسن. أعيان الشيعة - ج2. ص. 108. مؤرشف من الأصل في 2019-12-09.
4. ↑  بن حبان، محمد. الثقات - ج6. ص. 8. مؤرشف من الأصل في 2019-12-09.